# Эфиопская мифология
Данные эфиопской (амхарской, тигре, тиграи) мифологии очень скудны. Рано попав в орбиту христианства, эфиопы утратили почти полностью сведения о былом составе своего языческого пантеона. Нынешнее своеобразие народных верований современной Эфиопии — результат заметного влияния иудаизма (в Эфиопии, не только в среде фалаша, сильно почитание и имитация ветхозаветных традиций) и ислама (тигре, тиграи, харари). Специфично т. н. «народное христианство» у гураге.

## Древнегреческиеисточники
В древнегреческой мифологии эфиопы (Α’ιθίοπες, Α’ιθίοπη̃ες — буквально «опаленноликие») — племена, населяющие самые южные пределы земли (мифическая страна Эфиопия — антипод северной Гипербореи в античных мифах. Эфиопы любезны богам и зачастую пируют вместе с ними.
Большое войско эфиопов во главе с Мемноном пришло на помощь Приаму в войне с ахейцами. Мемнон — сын богини утренней зари Эос и брата Приама Тифона. Мемнон гибнет от руки Ахилла, и Эос его хоронит на родине в Эфиопии. А Зевс сотворяет из его праха птиц мемнонод, прилетавших на могилу героя и устраивавших кровавый бой, пока половина из них не погибнет. Миф о Мемноне послужил источником не сохранившихся послегомеровской поэмы «Эфиопида», трагедии Эсхила «Мемнон», «Взвешивание душ» и трагедии Софокла «Мемнон». Гелиодор написал дошедшую до нас повесть «Эфиопика».
С Эфиопией (или Йеменом) связывают происхождение легендарной птицы Феникс. Именно сюда она прилетала умирать и вновь возрождаться из пепла.
У римских поэтов особым вниманием пользовались сюжеты: «горе Эос» (роса — слёзы, которые она ежегодно проливает по сыну) и «превращение праха Мемнона в птиц».
Геродот упоминает о персидском царе Камбизе, который отправляет в Эфиопию соглядатаев узнать, имеет ли место «трапеза Солнца». Считалось, что в Эфиопии трапезничает и отдыхает бог солнца Гелиос.

## Иудаистическаяимитация
Эфиопы считают себя настоящими преемниками Израиля, верят в происхождение царской династии от библейского Соломона и царицы Савской (ንግሥተ ሳባ Ниги́ста Са́ба; в эфиопских легендах упоминается её подлинное имя — Македа — букв. «Огненная»).
Одна из легенд о царице Савской содержится в эфиопской книге «Кебра Негаст» («Книга о Славе Царей»), самая ранняя рукопись которой датируется XII веком.
В эфиопской легенде, другом варианте этого рассказа, царица прибывает в Иерусалим со служанкой, обе переодетые в мужчин, и царь догадывается об их поле по тому, как они мало едят за обедом, а ночью видит их лакомящихся мёдом, и овладевает обеими.
Македа дала сыну имя Байна-Лехкем (варианты — Уольдэ-Таббиб («сын мудреца»), Менелик) и, когда тот достиг двенадцати лет, рассказала ему о его отце. В 22 года Байна-Лехкем «стал … искусен во всем искусстве военном и конном, а также в охоте и устроении западнёй для диких животных, и во всем, чему юношей учат по обыкновению. И сказал он Царице: „Пойду я взглянуть на лицо отца моего, и вернусь я сюда, коли будет на то Воля Бога, Господина Израилева“». Перед отъездом Македа дала юноше перстень Соломона, чтобы тот смог узнать своего сына и «вспомнить слово её и завет её, что она заключила».

И обратился Царь Соломон к тем, которые возвестили о прибытии юноши, и сказал им: «Вы говорили, „похож на тебя он“, но это стать не моя, но стать Давида, отца моего, во дни его раннего мужества, меня же он много красивей». И Царь Соломон восстал в полный рост, и прошёл в покои свои, и облачил он юношу в одеянье из ткани золотом вышитой, и в пояс из золота, и укрепил корону на голове его, и кольцо на персте его. И нарядив его в великолепное одеянье, взоры чарующее, он усадил его на престоле/троне своем, так что бы он пребывал в положении равном ему (самому).— «Слава царей» (Kebra Nagast). Главы 33-61
Царская династия эфиопских царей Соломонидов, основанная Байна-Лекхемом, правила страной до конца X века. Девизом Соломоновой династии является цитата из Псалтири: Ityopia tabetsih edewiha habe Igziabiher «Эфиопия прострет руки свои к Богу» (Пс. 67:32). «Лев Иуды» находился также в центре флага императорской Эфиопии.
Почитание Ветхого Завета в Эфиопии также сильно, как и Нового Завета и включено в социальную систему множество Моисеевых заповедей: диетические запреты (особенно на свинину), обрезание (в том числе и женское, не прописанное в Библии), практика ритуальной чистоты (запрет на появление в церкви после сексуального сношения), практика женитьбы на вдове брата, практика применения телесных наказаний. Эфиопы соблюдают правило двойной субботы (субботы и воскресения, как нерабочих дней), исполняют ритуальный танец перед Ковчегом завета (таботом), как это делали левиты в Ветхом Завете.
Эфиопская Церковь утверждает, что в храме Девы Марии Сионской в Аксуме находится библейский Ковчег завета, в котором лежат Скрижали Завета с высеченными на них Десятью заповедями.
К числу книг апокалиптическо-каббалистического характера относятся писания автора XV в. Бахайла-Микаэля, или Зосимы: «Книги тайн неба и земли», толкование на Апокалипсис, трактат о Божестве и о «рождении Еноха».
Правительница агау Гудит (Юдифь) в кон. X в. привела 100-летнюю историю Аксума к краху и пыталась искоренить христианскую веру. В абиссинском фольклоре она сравнивалась по жестокости разве что с Ахмадом Великим. Позже правители агау (известные как династия Загве до 1137 г.) вернулись в лоно монофизитства. А один из них — Лалибэла — прославился строительством монастырей и церквей необычайной формы. Самое необычное — строение в форме креста, возведённого в глубокой квадратной яме (церковь св. Георгия, XIII-XIV вв.). Известен лабиринт каменных, выдолбленных в скалах церквей близ г. Лалибэла. Есть свидетельства, что столь необычное пристрастие в архитектуре восходит к языческим верованиям агау, которые поклонялись своим богам в пещерах. В церквях звонили в каменные колокола (фонолиты).

## Манихейские мифы
К V в. в Эфиопии побеждает монофизитство, хотя некоторое время имело распространение манихейство и яковитство. В V в. манихейская церковь разделилась на западную (коптскую) и восточную (самаркандскую). Три книги манихейского канона — «Кефалайя» («Главы»), «Книга псалмов» и «Гомилии» написаны на коптском языке и наверняка оказали влияние на эфиопскую литературу. Однако манихейское влияние на мифологию эфиопов остаётся до конца не изученным.

## Коптскоевлияние
Во времена правления в Египте Аль-Хакима, до и после 1000 года много христиан-коптов получили убежище в Эфиопии.
Сидящие верхом на коне эфиопские святые имеют коптское происхождение. Оттуда же и цветовая символика (конь св. Георгия — белый, св. Меркурия — чёрный, св. Теодора — красный).
Коптское влияние сказалось не в последнюю очередь на жанр т. н. «исторических побрехенек», когда достоверные события излагаются крайне тенденциозно, с завышенной патриотической оценкой. Например, как отмечал Б. Тураев, в церковно-исторических романах, сказаниях о Вселенских соборах эфиопам приписывается чуть ли не решающая роль. Так, в «Славе царей» одно из важных мест занимают вымышленные речи на Никейском соборе египетского Григория Чудотворца и патриарха римского Дометия буквально пересыпаны пророчествами о великом будущем Эфиопии. Фантастические эфиопские легенды содержат на редкость много исторических и филологических фальсификаций. Сравните, например, легенду из «Славы Царей» о союзе двух мировых императоров — эфиопского и римского, разделивших между собой вселенную.
В многочисленных монастырях деятельно велись записи о жизни и чудесах подвижников. Известно довольно много пространных житий абиссинских святых; многие из них не лишены литературных достоинств (Евстафия, Бацалота-Микаэля, Филиппа, Аарона, Ионы и др.).

## Семитское наследие
Культура Эфиопии возникла благодаря смешению семитских племён Хабашат (от этого название происходит старое название Эфиопии — Абиссиния) и Геэз с местным негритянским населением, в результате чего образовался эфиопский народ со своей самостоятельной культурой, языком и литературой. Древнейшие эфиопские надписи сабейским письмом, сделанные в IV веке до н. э. и найденные в Аксуме, генетически связаны с аравийскими культами.
В надписях того периода часто фигурирует имя лунного бога Алмаках ('lmqh. 'lmqhw), который в южноаравийском пантеоне занимал второе место после бога Астар, олицетворявшего планету Венера. Цари Эфиопии, вплоть до Эзаны, повествуя о своих победах над врагами, возносили хвалы «непобедимой Махрем».
Очевидно в преаксумской мифологии (также как и в южноаравийской) бытовали мифы о поколении богов, их борьбе за престол, о противоборстве бога-творца и дракона. Почитались антилопа (символ Астара), горный баран (олицетворение Алмакаха) и змея (символика лунарного божества Вадд). Интересно, что змея оставалась заметным персонажем эфиопских легенд и иконографии христианского периода. Змея изображалась под отрубленной ногой святого Абуны Тэкле-Хайманота. С помощью змеи святому монаху удаётся взобраться на отвесную скалу, чтобы основать там монастырь.
Как отголосок зооморфизма легендарных персонажей эфиопской мифологии — мусульманские предания о волосатых ногах с ослиными копытцами Царицы Савской, называемой во внекоранических преданиях Билкис (Bīlkis).

## Влияниеислама
Царь Аксума Армах в начале VII века дал приют нескольким первым последователям пророка Мухаммеда, вызволенным из Мекки, тогда ещё прибежища язычников. Считается, что этот факт избавил Абиссинию от джихада мусульман. Позже вера египтян, что эфиопы могут повернуть воды Нила вспять (об этом есть упоминания у Ариосто в «Неистовом Орландо»), помогала абиссинцам в переговорах с мусульманами. Интересно, что история упоминает эфиопских императоров, симпатизировавших мусульманам, например, Иясу V.
Связи Аксума с исламом восходят ко времени его зарождения. Согласно Ибн Хишаму, когда Мухаммед подвергался преследованиям со стороны своих соплеменников, он отослал небольшую группу мусульман, в том числе свою дочь Рукайю и её мужа Усмана в Аксум. Царь Аксума Армах (Ашам ибн Абджар) предоставил им убежище и защиту, отказав роду Курайш в их требовании отослать беглецов обратно в Аравию. Беженцы вернулись лишь на шестом году Хиджры (628 год), и даже после этого многие остались в Эфиопии, со временем обосновавшись в Негаше в восточном Тыграе.
Существуют разные предания о влиянии этих первых мусульман на правителя Аксума. Мусульманское предание гласит, что эти беженцы произвели столь сильное впечатление на правителя Аксума, что он тайно принял ислам. С другой стороны, в одном эфиопском предании рассказывается, что беженцы-мусульмане приняли православие, став первыми известными обращёнными из ислама в христианство. Есть и другое предание о том, что после смерти Армаха Мухаммед, как говорят, молился о душе царя и сказал своим последователям: «Оставьте абиссинцев в покое, пока они не нападают».
Новый Завет эфиопской Библии в своё время подвергся ревизии и переписан на основании египетско-арабского перевода. В основе канонического кодекса эфиопов «Право царей» лежит арабский номоканон Ибн аль-Ассаля (XIII век). Арабизмами изобилует и самый известный в Европе памятник эфиопской письменности «Слава царей». «Широкая книга» — богословская энциклопедия также переведена с арабского.

## Языческий субстрат
Истоки эфиопской мифологии восходят к общекушитской мифологии (см. Сомалийская мифология) народов, населявших территорию Африканского рога.
После официального принятия христианства Аксумской империей () появляются новые мифологические образы и сюжеты, древние мифы и верования подвергаются трансформации. В эфиопской мифологии библейские персонажи перенимают функции архаических богов и духов. В позднем средневековье частичное воздействие оказали мифологические представления соседних мусульманских народов.
Основные сведения об эфиопской мифологии отрывочно сохранились в произведениях древнегреческих, византийских, средневековых эфиопских авторов, а также в поздней народной традиции.
Европейские средневековые легенды упоминают, что в Эфиопии хранится копьё судьбы и ковчег завета — магические атрибуты, способные изменить ход истории. В церкви г. Лалибэла Бете Голгофа, известной своими произведениями искусства, находится могила Адама.
Эфиопы практикуют женское обрезание, не упоминавшееся в Библии (в Египте, Судане, Эфиопии, Мали и в Сомали более 80 % женщин подвергаются клиторидэктомии). Предполагается, что этот обычай — пережиток языческих обычаев.
Известны медицинские книги эфиопов («Книга врачевания», «Книга спасения»), где наряду с рецептами приводятся и заклинания против болезней. В Абиссинии медицина мало различалась от магии; вера в магические воздействия на природу пользовалась всеобщим распространением, и притом не только в области медицины: есть книги гаданий по звездам, по Псалтири (так называемый «Круг царей»). Мало противилась этому и церковь, допускавшая существование самых разнообразных магических молитв против разных болезней, несчастных случаев, воров, врагов и т. п. Например, в «Том правды» содержится 8 ложных молитв, якобы идущих от Иисуса Христа, Богородицы и апостолов; молитвы Моисея, якобы открытые ему Богом на Синае против врагов, и т. п.). Источник их — гностицизм, от которого идёт вера в таинственные чудодейственные слова, большей частью бессмысленные и выдаваемые за имена Божии. Б. А. Тураев отмечал, что «в христианской, но отсталой в культурном отношении Абиссинии не существует грани между верой и суеверием, религиозностью и магической практикой».
Необычайный интерес представляет весьма распространённый в Эфиопии феномен т. н. рукописный оберегов и магических свитков, предназначенных не для чтения, а для защиты владельца таких текстов. По-амхарски такой свиток называется «кэтаб» — «грамотка», хотя книжицы иногда называют и «мэцхаф» — «книга». Размеры свитка могут быть самыми разнообразными.
Эфиопские магические рисунки при всем их разнообразии можно подразделить на следующие типы: изображения; «таинственные знаки» или «буквы»; иллюстрации к тексту; магические геометрические фигуры. К первым относятся изображения одного или двух ангелов, которые в правой руке держат обнажённые мечи, а в левой — ножны. Ангелы обычно крылаты. Иногда такие изображения сопровождаются надписями: Гавриил и Михаил, Фануил. Встречаются изображения св. Георгия на белом коне с копьём в руке, царя Соломона, восседающего на троне. Проникли в свитки и образы эфиопских святых: Самуила Вальдебского верхом на льве и Габра Манфас Кеддуса как гонителя бесов и исцелителя прокажённых. К изображениям можно причислить и так называемый «лик дьявольский» с восемью рогами, его обрамляющими. В свитке это изображение обычно помещается между строками заклинаний, написанных красными чернилами. Это — «связанный дьявол», воплощение дурного глаза. Заключённый в тесные рамки заклинаний, он, по-видимому, должен являться свидетельством победы высших сил над силами зла и тем самым отпугивать нечистую силу. К «таинственным знакам» или «буквам» относятся значки, которые выдаются за «еврейские», реже «арабские» буквы. Их концы снабжены маленькими кружочками, и по этой причине они получили в научной литературе название «букв в очках» («caracteres а lunettes», «Brillenbuchstaben»). Такие «буквы» встречаются уже в греческих и коптских магических текстах и амулетах (древнейшие из которых восходят к IV в.), откуда они, вероятно, и были заимствованы эфиопами.
Магические геометрические фигуры труднее всех остальных рисунков поддаются истолкованию. Сами эфиопы помещают их в рукописных амулетах по традиции и дают самые различные объяснения их значения. Чаще всего встречается стилизованное изображение решётки, называемой по-амхарски «тэльсэм» (талисман). «Тэльсэм» должен изображать престол дьявола и вообще нечистой силы. В рукописном амулете его изображение помещается для того, чтобы при взгляде владельца амулета на «престол» злой дух, который, возможно, вселился в этого человека, покинул бы его тело и переселился на свой престол как более подходящее для себя место.
Текст заговора может быть обрамлен также магическими квадратами со вписанными в них изображениями человеческих или бесовских ликов, глаз, отдельных букв, диагоналей, овальных лепестков с поперечными штрихами. Встречаются квадраты, разделённые на ряд более мелких, выкрашенных в разные цвета, квадратов, напоминающие шахматную доску. в начале свитка помещается изображение эфиопских восьмиконечных крестов или ангелов с обнажёнными мечами. В середине свитка, как правило, изображается «связанный дьявол», а в конце — решётка («трон дьявола») или те же кресты.

## Индийское влияние
Индийское влияние на мифологию эфиопов исследователи предполагают с большой осторожностью, хотя на сей счёт имеются косвенные мотивы. Тем более, что Аксум (и в частности древний порт Адулис близ современной Зулы) был важной частью древних торговых путей начала новой эры, включающих Индию и греко-римский мир.
Индийское влияние некоторые исследователи видят в приручении африканских слонов (царь аксумитов Калеб в VI в. в атаке на Мекку использовал боевых слонов) и внедрение обработки хлопка ещё в период существования цивилизации Мероэ. Кобищанов, Дэниэлс и другие учёные предположили возможное влияние индийских письменностей на вокализацию древнеэфиопского консонантного алфавита.

## Кушитские реликты
Самые архаичные элементы эфиопской мифологии представляют собой кушитские реликты (см. Сомалийская мифология).
Кушиты — коренные народы Африканского Рога, которые населяли эти земли до переселения туда южносемитских народов. По одной из гипотез, Эфиопия — прародина всех семито-хамитских (афразийских) племен. К. Майнхоф выдвигал т. н. «хамитскую теорию».
В сер. 3-2 тыс. до н. э. кушиты вступили в контакт с Древним Египтом. К этому времени относится упоминание государства Куш, народы которого (агау и беджа) участвовали в формировании Древнего Мероэ в 1 тыс. до н. э. В средние века беджа испытали влияние нубийской цивилизации. У кушитов, особенно омотов, сложная кастовая система. Кушиты были известны египтянам, как верблюдоводы блемии, основавшие у южных границ Египта своё государство со столицей Талмис (она была разрушена в 543 г. нубийским царём). Наиболее сильное влияние на кушитов оказал ислам (на агавские народы — иудаизм).
Центр страны, Эфиопское нагорье, населяют негроиды эфиосемиты, говорящие на южнопериферийной группе семитских языков: вымершем языке гафат, вымирающем аргобба, а также гогот, мухер, маскан, эжа, чаха, гьето, эндегень-эннемор, соддо-кыстынинья.
Центральные и южные районы Эфиопии, в кушитском окружении, проживает негроидная народность гураге: гогот, гумер, гьета, звай, маскан, мухер, сельти, соддо, ульбарач, услане, чаха, эжа, энар, эндегень, эннамор и др. Говорят они на эфиосемитских языках, близких амхарскому, но с большим влиянием кушитского элемента. Очевидно, что и их сохраняющиеся до сих пор языческие верования их формировались под значительным влиянием кушитов. Для гураге характерны культы божеств Вак, Боже, Мвеят, культурных героев и духов мест.
Специфично «народное христианство» некоторых племён (сельти, мухер и др.). Например, языческий пантеон мог возглавлять бог-творец Йигзар, чье имя восходит к обозначению христианского Бога.
Ваку (имя восходит к кушитскому Waq 'бог Неба') посвящены племенные и родовые святилища, жрецы дамо-нида, ритуальная невеста главного жреца выбирается представителями 7 племён, ежегодно справляется праздник Чист). В каждой усадьбе водружается символ громовержца Боже — шина — шест с навершием в форме эфиопского креста, изготовленный из центрального столба дома, разрушенного молнией; ему посвящены разветвлённая организация жрецов во главе с гуэтаквыя — хранителем святилища, ежегодный праздник Ныпуэр). Женское божество Демвамвит (покровительница женского союза Мвыят, возглавляемого знахарем-мужчиной). На ежегодном празднике Чыма проводится очистительный обряд с применением глистогонного растения Hagenia abyssinica (геш). Справляются также праздник девушек, восходящий к женским инициациям, Некуэ, общеэфиопские христианские праздники, мусульманами — праздник Куделла Шероча и др.
Явно кушитский обычай «бросания» отцами дочерей (в отличие от сыновей) после обряда обрезания был заимствован гураге и всегда приводил в смущение исследователей.
Церемония посвящения обозначается у гураге языковой идиомой «бросать молодых девушек», которая совершается ежегодно «вождём молодых девушек». Когда вождь «бросает» девушек, они находятся под его властью и вместе с его помощниками учатся ритуалам, необходимым для женщин.

## Городскойфольклор
С момента строительства Гондэра (амх. ጎንደር) — города в общепринятом смысле во всех отношениях, у эфиопов появился городской фольклор. В Гондэре существовали профессиональные корпорации кастового типа — певцы-сказители и др.
Преимущественно фольклор городского типа был распространён у эфиосемитского народа харари (харэрынья, адэрынья), язык которого так и назывался «ге-синан» («язык города»). Харари населяли окрестности Харара на северо-востоке Эфиопии и пользовались арабским письмом с XVIII в. Арабским письмом на языке харари записана прозаическая «Книга обязанностей». Позже история Харарского эмирата пишется уже по-амхарски.

## Персонажи эфиопской мифологии
- Царь Соломон и Царица Савская. Своеобразны исторические легенды, среди которых первое место занимает книга «Кебра Негаст» (Слава Царей), повествующая о происхождении эфиопской царской династии от Соломона и царицы Савской и о грядущем соединении церквей.
- Менелик.
- Царица Гудит (Юдифь) — ненавистиница христиан, разрушительница храмов, истребительница Соломоновой династии («Ирод в женском обличье» в эфиопской истории). Изгнала последнего императора Соломоновой династии Дыль-Нэада и правила затем в течение 40 лет, основав династию агау Загве.
- Царь Эзана — христианизатор Эфиопии и реформатор эфиопского силлабария, современник и последователь римского императора Константина Великого.
- Енос. Ему, в соответствии с традицией Эфиопской православной церкви, была явлена в божественном откровении изначальная (консонантная) версия эфиопского письма, как «инструмент для кодификации закона», а действующая система вокализации приписывается группе аксумских учёных, возглавляемых сирийцем Фрументием, которому также приписывается обращение короля Эзаны в христианство в IV веке н. э.
- Ахмад Великий — имам Ахмад ибн Ибрагим аль-Гази по прозвищу Грань (Левша). В XVI в. он на некоторое время уничтожил Эфиопию как христианское государство. Легендарной стала разрушительная ярость кочевника Граня, направленная против церквей и любых объектов, связанных с христианством. Существует предание, что вместе с церковью Девы Марии Сионской в Аксуме Гранем был уничтожен библейский Ковчег завета (по другим легендам это святотатство совершила царица Гудит).
- Царь Лалибэла (ላሊበላ). Соорудил в городе Рохане, позже названном его именнем знаменитый «лабиринт» из 13 (священное число эфиопов, в эфиопском календаре 13 месяцев) монолитных церквей, вырубленных в пещерах и горных породах. В эфиопских легендах он сравнивается с библейским Соломоном, которому тоже помогали строить храмы демоны.
- Абуна Габра Манфас Киддус («Слуга Святого Духа»; имя сокращено до популярного Або), основатель монастыря в Зуквале — вулканической горы, видимой из современной Аддис-Абебы. Его, отшельника египетской пустыни, ангелы чудесно перенесли вместе с питомцами (львами и леопардами) в Абиссинию. На иконах он всегда изображался вместе с сопровождающими его зверями; Сатана в виде птицы и демона, чьи руки отрублены ангелом, нападает на него. Габра Манфас Киддусу посвящён официальный праздник в Эфиопии, открывающий календарный цикл
- Абуна Тэкле-Хайманот всегда изображался с тремя парами крыльев и одной ногой (вместо другой ноги под святым помещалась змея).
- Св. Йаред, которому эфиопы приписывают изобретение музыки.

## Мифические и священные места
- Йеха, бывшая Ава (англ. Yeha, геэз ይሐ yiḥa, древнее южноаравийское письмо  ḤW) — селение на севере Эфиопии, бывший центр преаксумского царства (V-III вв. до н. э.), когда южноарабская культура была доминирующей. В окрестностях находят алтари и останки величественных храмов.
- Аксум (амх. አክሱም) — город на севере Эфиопии, носящий имя Аксумского царства, место коронования эфиопских царей. Местная легенда утверждает, что в городе жила сама Царица Савская. Здесь установлен знаменитый 24-метровый Аксумский обелиск, которому 1700 лет. В своё время итальянские археологи в окрестностях Аксума (в Кренкере) обнаружили развалины ещё более огромного 33-метрового обелиска, который может считаться самым большим единым каменным блоком, когда-либо добытым, вырезанным и поставленным во всем Древнем мире. Близ Аксума находится один из крупнейших в мире петроглифов — Львица из Гобедры — 2-метровое рельефно высеченное изображение.
- Лалибэла (амх. ላሊበላ) — город на севере Эфиопии (ранее назывался Рохан). Одно из святых мест страны, уступающее по значению только Аксуму, центр паломничества населения страны. В отличие от Аксума, почти все жители Лалибэлы являются христианами эфиопской православной церкви. Лалибэла должна была стать Новым Иерусалимом в ответ на захват Иерусалима мусульманами, поэтому многие из исторических зданий города имеют название и конструкцию зданий Иерусалима. Грэма Хэнкок выдвинул гипотезу, что монолитные церкви были построены при помощи тамплиеров.

## Исследования эфиопского фольклора
Важные сведения об эфиопском фольклоре содержатся в книге «Слава Царей», которую Э. Уллендорф называл «национальной сагой» эфиопов. В Европе о существовании этой книги не было известно до второй четверти XVI в., когда учёные, благодаря работам капеллана португальского посольства в Абиссинию Ф. Алвареша (Francisco Álvares). В первой четверти XVII в., о. Н. Годиньо (N.Godinho) опубликовал некоторые предания о царе Соломоне и сыне его Менелике, происходившие из «Славы Царей», затем сведения по этому предмету были включены иезуитом Мануэлем Алмейдой (Manoel Almeida; 1580—1646) в свой отчёт. Вообще в Европе мало что слышали о «Славе Царей» вплоть до конца XVIII в., когда Джеймсу Брюс из Киннэйрда в числе других рукописей подарил и эту книгу всемогущий визирь эфиопского царя св. Тэкле Хайманот.
По тому месту, которое «Сказание о походе царя Амдэ-Цыйона» занимает в эфиопской литературе, его можно было бы сравнить с древнерусским Словом о полку Игореве и, пользуясь выражением Д. Лихачёва, охарактеризовать его как книжное отражение раннефеодального эпоса. Самобытное и редкое по своим художественным достоинствам, оно представляет тот нечастый в средневековой литературе случай, когда сильная творческая индивидуальность автора создаёт шедевр, выпадающий из общей жанровой системы, свойственной литературе его времени. «Сказания» нашли себе выражение в повествовании, имеющем форму хроники, но не брезгающем и элементами сказки и героической песни.

На другой день вышел царь со своим войском и с мужчинами и женщинами, с великими и малыми, с иереями, диаконами и монахами видеть дивное, сотворённое богом руками Габра Маскаля — убитых, как траву, трупы, как прах земной. Царь умертвил и царя их по имени Селех; они считали его богом; у него на шее был знак в виде холма. Царь повесил его на дереве у входа в стан, чтобы все глаза видели его. Убили одну женщину, занимавшуюся колдовством, которая шла с волхвованиями, кропила чарами и мешала (?) песок и прах пред неверными; была высокого роста, седая; волоса её срамоты были белы, как снег, и длинны, как у лошадей.
— Сказание о походе Амда Сиона
Эфиопские сказки в СССР и России издавались преимущественно в сборниках, вместе со сказками других народов Африки.

Шёл по горной дороге монах. Гора высокая, подъём крутой, монах толстый. Вот монах и стал просить бога:
 — Господи, я тебе служу много лет. Послужи и ты мне: пошли хоть какую-нибудь лошадь, чтобы я мог перевалить через эту гору.
В это время шёл по дороге крестьянин. На поводу он вёл лошадь, а в руках нёс жеребёнка, который только что родился. «Благодарение богу! Услышана моя молитва!» — подумал монах. Он вскочил на ноги и сказал крестьянину:
 — Сын мой, помоги мне сесть на эту лошадь. Я как раз жду её, чтобы подняться на гору.
 — Ах ты, бездельник! Я сам иду пешком, так буду я свою лошадь ради тебя мучить! Погоди, вот я тебя проучу сейчас!
И он сунул ему в руки маленького жеребёнка.
 — Неси! — прикрикнул он на монаха и взмахнул плёткой, погоняя его вверх по горной дороге.
 — О господи! — бормотал монах, карабкаясь по круче. — Ты совсем не понял меня! Я просил у тебя лошадь для езды, а ты послал мне лошадь, чтобы я нёс её на руках. Уж если ты, господи, так непонятлив, так что же требовать от нас, грешных людей?— Эфиопская народная сказка о глупом монахе

## Эфиопская мифология в мировой культуре
- Кроме Ветхого и Нового заветов у эфиопов каноническими считаются некоторые апокрифы: «Книга Юбилеев» («Малая Книга Бытия»), «Книга Еноха», «Вознесение Исайи», «Книга Баруха», или «Паралипомены Иеремии», «Апокалипсис Ездры» и «Пастырь Гермы» (некоторые сохранились только в эфиопском переводе).
- Феномен «эфиопских сект».
- В документальном фильме 500 Years Later (፭፻-ዓመታት በኋላ) впервые в западном кинематографе было использовано эфиопское письмо (также в анонсе и рекламе).
- Высеченные в скале церкви Лалибэлы и Аксум включены во Всемирное наследие ЮНЕСКО.

## Эфиопские мифы в массовой культуре
- Лалибэла упоминается как «город священников и высеченных в камне церквей» в научно-фантастическом романе «My Soul to Keep» Тананариве Дуэ (Tananarive Due[англ.]).
- Легенда о Царице Савской (Балкис) приводится в рассказе А. Куприна «Суламифь».
- Аида.